# 高知市立横内小学校
高知市立横内小学校（こうちしりつ よこうちしょうがっこう）は、高知県高知市横内にある公立小学校。

## 概要
- 本校は、旭北部地域の宅地開発に伴う急激な人口増加のため、旭地区にある旭小学校と旭東小学校の過大規模校（マンモス校）解消と山越えとなる危険な通学路を解消する為、開校した。

## 沿革
出典
- 1996年（平成8年）
  - 3月 - 学校予定地を高知市横内242-12と決定。
  - 6月 - 地質調査に着手。
- 1997年（平成9年）
  - 1月 - 建設工事起工式挙行。
  - 9月 - 高知市は、校名を「高知市立横内小学校」と決定。
  - 10月 - 通学区域交付。
- 1998年（平成10年）
  - 3月 - 校歌と校章を決定。校舎建設工事竣工。
  - 4月 - 開校。開校・最初の始業・第1回入学の各式典挙行。開校記念フェスタ開催。開校時点の児童数は547名・学級数は19学級。
  - 5月 - 開校記念式典挙行。
  - 8月 - 校舎増築（1階東普通教室）。
- 1999年（平成11年）8月 - 中庭セフティマット設置。
- 2000年（平成12年）8月 - 中庭遊具下セフティマット設置。
- 2002年（平成14年）4月 - 第2児童クラブ施設完成。運動場紫外線防御シェルター設置。
- 2004年（平成16年）4月 - 学級数増加により、家庭科室を普通教室に改造し、使用。
- 2005年（平成17年）
  - 4月 - 学級数増加により、図工室を普通教室に改造し、使用。
  - 12月 - 運動場紫外線防御シェルター設置。
- 2006年（平成18年）
  - 4月 - 障害児学級新設。
  - 11月 - 第2児童クラブの新築移転に伴い、旧施設を図書室に改造。
- 2007年（平成19年）
  - 3月 - 旧図書室を普通教室に改造し、4月から使用開始。
  - 11月 - 開校十周年記念行事開催。
- 2008年（平成20年）4月 - 情緒障害児学級を2階に移設。
- 2010年（平成22年）2月 - 電話機入れ替え。
- 2015年（平成27年）4月 - 被服室を家庭科・図工室に変更。

## 教育目標
- 「夢をもち 自ら学び 心豊かはなたくましく生きる児童の育成」〜学ぶの大好き、友だち大好き、運動大好き、横内の子」

## 通学区域と進学先中学校
出典

### 通学区域
- 高知市
  - 塚ノ原（一部）
  - 横内（全域）
  - 西塚ノ原（全域）
  - 口細山（全域）
  - 佐々木町（一部）
  - 福井町（一部）

### 進学先中学校
- 高知市立旭中学校

## 周辺
- 塚ノ原二号公園 - 校地西側に隣接
  - 塚ノ原二号公園以外の公園も点在。
- 社会福祉法人高知塚ノ原会塚ノ原保育園 - 進学前保育園のひとつ
- ほかは、住宅地が広がる。

## アクセス
- とさでん交通バス「B1」・「D7」・「F5」の各系統で、「横内」停留所下車後、
  - 鳥越行のりばから、徒歩約560m・約8分。
  - 堺町行（「B1」・「D7」）・北はりまや橋行（「F5」）のりばから、徒歩約565m・約9分。
    - なお、学校校地からバス停留所まで、直線距離では約190m程だが、道路形状が悪いため、遠廻りを強いる。